# ASFA

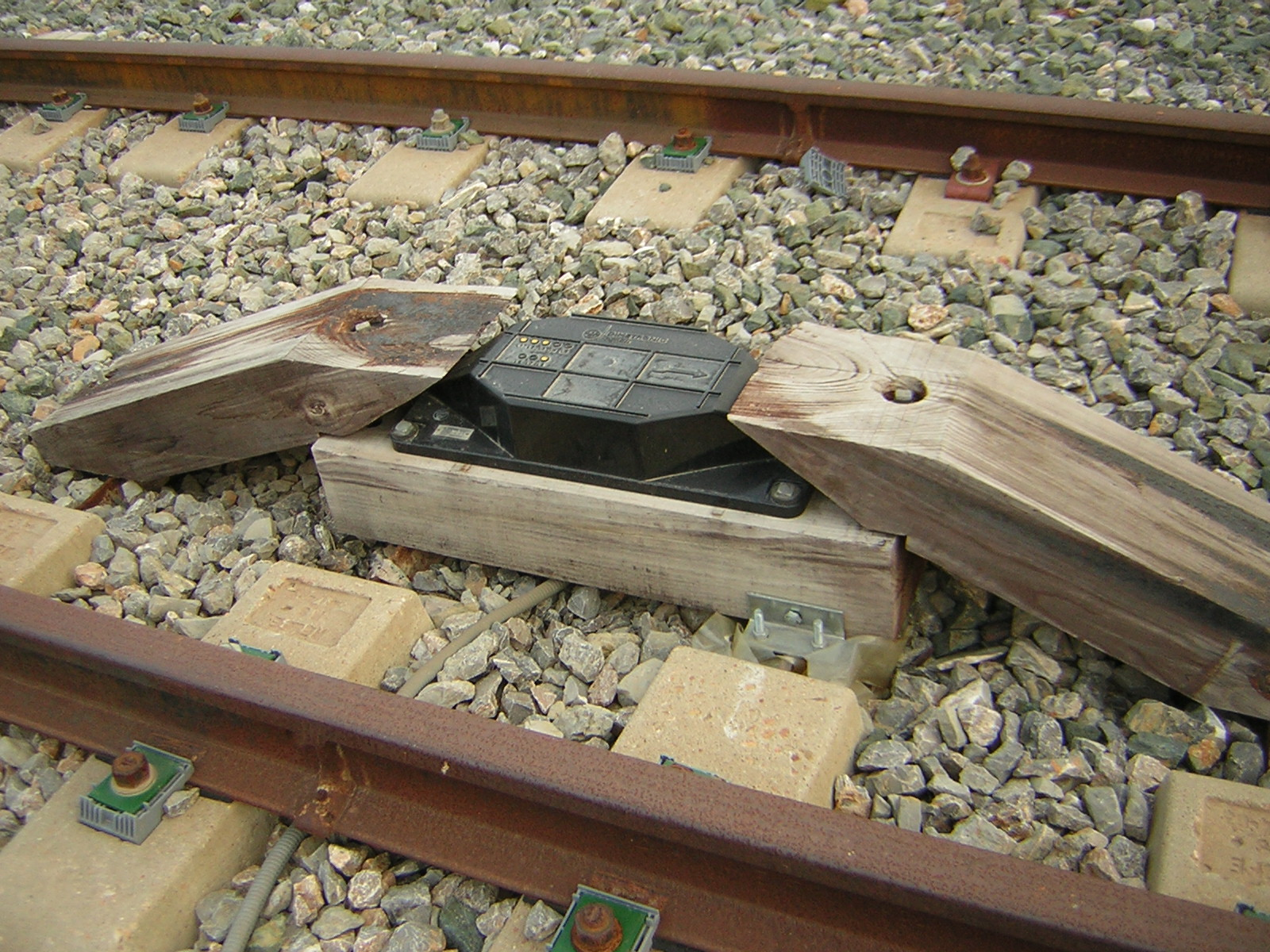
Balisa del sistema ASFA.

El sistema  ASFA  ( Anunci de Senyals i Frenada Automàtica ) és un sistema d'alarma automàtic àmpliament difós a la xarxa ferroviària espanyola. Consisteix en un mecanisme que atura el tren si l'agent de conducció no respecta el que indiquen els senyals.

## Implantació

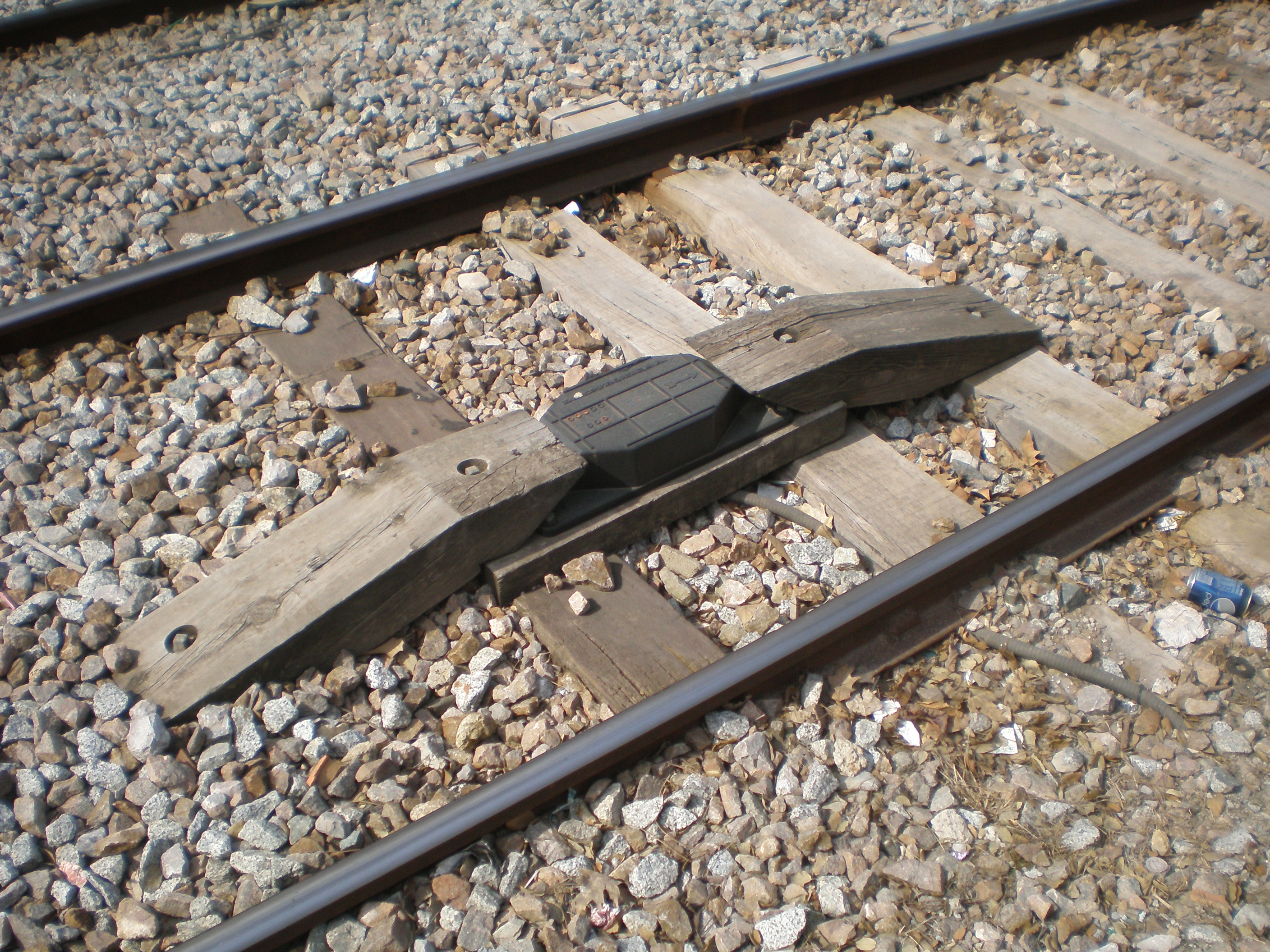
Balisa ASFA a l'estació de Mollet - Santa Rosa (Mollet del Vallès, Vallès Oriental, província de Barcelona, Catalunya).

El sistema va ser encarregat per Renfe en els anys 70. En aquells temps les xarxes ferroviàries d'altres països ja disposaven de sistemes anteriors semblants, prenent-los com punt de partida li va permetre a l'ASFA un major avanç tecnològic que els seus competidors.
Va ser progressivament implantat en totes les línies de RENFE, des de les línies principals fins a arribar a ser instal·lat pràcticament a tota la xarxa ferroviària espanyola, de manera que amb prou feines queden unes poques línies sense el sistema ASFA instal·lat. També està àmpliament implantat a la xarxa de via estreta, que pertany a FEVE, i a la xarxa de FGV. El 2005 es va iniciar per part d'Adif un procés de renovació en el sistema, que es va donar a conèixer com a «ASFA Digital». Els canvis en el nou sistema no afecten les balises, que segueixen transmetent la seva informació de forma analògica, sinó a l'equip de processament del senyal que equipa al tren, que en ser digital permet la utilització de corbes de frenada o una millor representació en cabina dels senyals reconeguts.
La interoperativitat entre les xarxes de diferents països a què s'adreça la Unió Europea es veu restringida per l'ús de sistemes com l'ASFA, que no poden ser reconeguts pels trens d'altres països que entrin a la xarxa espanyola. Per això s'està implantant progressivament el sistema de control únic europeu ETCS, que en el seu nivell 1 disposa d'un mode de transmissió de la informació molt similar a l'ASFA (transmissió puntual d'informació), encara que les funcions del sistema ETCS són tecnològicament més avançades i segures. Ambdós sistemes són compatibles entre si i poden utilitzar-se en una mateixa línia simultàniament.
Els ASFA que existeixen són els següents:
- ASFA "clàssic" (apte fins a 160 km/h).
- ASFA FAP (versió de FGC).
- ASFA 200 (apte fins a 200 km/h).
- ASFA 200 AVE.
- ASFA digital (Tanmateix cal dir, fins i tot l'ASFA  digital  no dona tanta informació de velocitat com els altres sistemes)[3]

## Funcionament
El sistema es compon de dos equipaments, un situat al costat de cada senyal i compost principalment per una balisa que transmet l'estat d'aquest senyal, i un equip a bord del tren que el deté si no s'actua d'acord amb els senyals.

### Balises
Les balises se situen en l'eix de la via, entre els dos carrils, uns 5 metres abans del senyal i protegides per una falca generalment de fusta a cada costat que fan a les balises ASFA molt fàcilment identificables. Transmeten passivament una radiofreqüència determinada entre 55 kHz i 135 kHz segons l'estat del senyal a la qual acompanyen. Les balises tenen la capacitat de transmetre en 9 freqüències diferents, cadascuna de les quals indica un estat del senyal adjacent, però tan sols s'utilitzen 5 indicacions:
| Nom | Freqüència | Indicació                          |
| --- | ---------- | ---------------------------------- |
| L1  | 60 kHz     | Anunci de parada o similar         |
| L2  | 64 kHz     | Via lliure condicional             |
| L3  | 68,3 kHz   | Via lliure o pas a nivell protegit |

| Nom    | Freqüència | Indicació                |
| ------ | ---------- | ------------------------ |
| L7     | 88,5 kHz   | Propera senyal en parada |
| L8     | 95,5 kHz   | Parada                   |
| Alarma | 99,3 kHz   | Error                    |

Per tal d'evitar que un tren sobrepassi un senyal de parada no és suficient que el tren faci una parada d'emergència si sobrepassa la balisa, perquè la distància de frenada portaria al tren a aturar-se un cop passada el senyal tancat. Per això, en senyals que poden indicar parada se situa una segona balisa, anomenada «balisa prèvia», uns 300 metres abans de la balisa de frenada. És obligatori que en passar per la balisa prèvia el tren hagi reduït la seva velocitat per sota d'un valor que depèn del tren, generalment 60 km/h, com a indicació que el tren s'està preparant per aturar-se davant el senyal tancat.

### Equip al tren
El tren disposa sota el bastidor d'un captador, situat a la part davantera i a la dreta en el sentit de la marxa. El captador disposa d'un oscil·lador amb una determinada freqüència de treball, i que en passar sobre la balisa passa a oscil·lar a la freqüència de ressonància del circuit de la balisa. Aquest sistema permet una millora, comparat amb una balisa d'antena receptora que detecta una freqüència emesa, ja que evita la necessitat que la balisa rebi alimentació elèctrica de forma continuada.
La freqüència obtinguda s'envia un armari de control. En cabina, s'activa un senyal lluminós i a vegades acústic que indica l'estat del senyal. L'agent de conducció ha de confirmar en menys de 3 segons que ha entès el senyal (prement un botó). Si el senyal indicava alguna limitació, el tren ha de començar a adaptar-se a la limitació en un temps determinat o es produeix una frenada d'emergència. La frenada d'emergència es produeix directament si la balisa passada indicava parada, o si una balisa prèvia indicava que venia un senyal d'aturada i la velocitat a la qual se circula no és inferior a la necessària per aturar el tren. Si es produeix la frenada automàtica del tren, l'agent de conducció no pot recuperar el control fins que el tren estigui completament aturat i es completi un procés de rearmat manual.

## Altres sistemes de seguretat
- Automatic Train Protection
- ERTMS
- ETCS